# Diócesis de Palmeira dos Índios
La diócesis de Palmeira dos Índios (en latín: Dioecesis Palmiriensis Indorum y en portugués: Diocese de Palmeira dos Índios) es una circunscripción eclesiástica de la Iglesia católica en Brasil. Se trata de una diócesis latina, sufragánea de la arquidiócesis de Maceió. Desde el 19 de diciembre de 2018 su obispo es Manoel de Oliveira Soares Filho.

## Territorio y organización
La diócesis tiene 10 795 km² y extiende su jurisdicción sobre los fieles católicos de rito latino residentes en 34 municipios del estado de Alagoas: Água Branca, Batalha, Belo Monte, Cacimbinhas, Canapi, Carneiros, Delmiro Gouveia, Dois Riachos, Estrela de Alagoas, Igaci, Inhapi, Jacaré dos Homens, Jaramataia, Major Isidoro, Mar Vermelho, Maravilha, Mata Grande, Minador do Negrão, Monteirópolis, Olho d'Água das Flores, Olho d'Água do Casado, Olivença, Ouro Branco, Palestina, Palmeira dos Índios, Pão de Açúcar, Pariconha, Paulo Jacinto, Piranhas, Poço das Trincheiras, Quebrangulo, Santana do Ipanema, São José da Tapera y Senador Rui Palmeira.
La sede de la diócesis se encuentra en la ciudad de Palmeira dos Índios, en donde se halla la Catedral de Nuestra Señora del Amparo.
En 2019 en la diócesis existían 36 parroquias.

## Historia
La diócesis fue erigida el 10 de febrero de 1962 con la bula Quam supremam del papa Juan XXIII, obteniendo el territorio de la arquidiócesis de Maceió y de la diócesis de Penedo.

## Estadísticas
Según el Anuario Pontificio 2020 la diócesis tenía a fines de 2019 un total de 560 700 fieles bautizados.
| Año                                                                             | Población            | Población | Población      | Sacerdotes | Sacerdotes    | Sacerdotes    | Bautizados por sacerdote | Diáconos permanentes | Religiosos | Religiosos | Parroquias |
| Año                                                                             | Bautizados católicos | Total     | % de católicos | Total      | Clero secular | Clero regular | Bautizados por sacerdote | Diáconos permanentes | Varones    | Mujeres    | Parroquias |
| ------------------------------------------------------------------------------- | -------------------- | --------- | -------------- | ---------- | ------------- | ------------- | ------------------------ | -------------------- | ---------- | ---------- | ---------- |
| 1965                                                                            | 320 000              | 327 000   | 97.9           | 19         | 14            | 5             | 16 842                   |                      | 8          | 31         | 13         |
| 1970                                                                            | 335 000              | 337 980   | 99.1           | 19         | 14            | 5             | 17 631                   |                      | 7          | 33         | 14         |
| 1976                                                                            | 364 000              | 380 000   | 95.8           | 17         | 15            | 2             | 21 411                   |                      | 2          | 38         | 15         |
| 1977                                                                            | 440 000              | 454 000   | 96.9           | 18         | 18            |               | 24 444                   |                      |            | 45         | 15         |
| 1990                                                                            | 524 000              | 582 000   | 90.0           | 24         | 24            |               | 21 833                   |                      |            | 52         | 16         |
| 1999                                                                            | 596 000              | 661 000   | 90.2           | 36         | 36            |               | 16 555                   |                      |            | 39         | 24         |
| 2000                                                                            | 470 000              | 565 000   | 83.2           | 38         | 36            | 2             | 12 368                   |                      | 2          | 35         | 24         |
| 2001                                                                            | 470 000              | 565 000   | 83.2           | 39         | 37            | 2             | 12 051                   |                      | 2          | 35         | 24         |
| 2002                                                                            | 588 000              | 700 000   | 84.0           | 37         | 37            |               | 15 891                   |                      |            | 38         | 25         |
| 2003                                                                            | 470 000              | 559 673   | 84.0           | 37         | 37            |               | 12 702                   |                      |            | 32         | 24         |
| 2004                                                                            | 470 000              | 559 673   | 84.0           | 37         | 37            |               | 12 702                   |                      |            | 32         | 27         |
| 2013                                                                            | 512 599              | 583 671   | 87.8           | 46         | 46            |               | 11 143                   |                      |            | 37         | 33         |
| 2016                                                                            | 516 000              | 584 700   | 88.3           | 50         | 47            | 3             | 10 320                   |                      | 3          | 36         | 34         |
| 2019                                                                            | 560 700              | 621 500   | 90.2           | 51         | 49            | 2             | 10 994                   |                      | 2          | 30         | 36         |
| Fuente: Catholic-Hierarchy, que a su vez toma los datos del Anuario Pontificio. |                      |           |                |            |               |               |                          |                      |            |            |            |

## Episcopologio
- Otávio Barbosa Aguiar † (4 de julio de 1962-29 de marzo de 1978 renunció)
- Epaminondas José de Araújo † (5 de junio de 1978-28 de noviembre de 1984 renunció)
- Fernando Iório Rodrigues † (1 de marzo de 1985-12 de julio de 2006 retirado)
- Dulcênio Fontes de Matos (12 de julio de 2006-11 de octubre de 2017 nombrado obispo de Campina Grande)
- Manoel de Oliveira Soares Filho, desde el 19 de diciembre de 2018